# 元郷 (川口市)
元郷（もとごう）は、埼玉県川口市の町名。現行行政地名は元郷一丁目から元郷六丁目。住居表示実施地区。郵便番号は332-0011。

## 地理
川口市南部の南平地区にあり、東京都との都県境近くに位置する。一丁目から六丁目までの人口は19,367人（2021年）で、川口市で最も人口の多い町丁となっている。特に一丁目は6,000人以上が居住している。芝川の東岸にあたる。
川口駅に近く、さらに2001年には川口元郷駅が開業し、交通面が飛躍的に向上した。埼玉都民が多く住むこの町の人口構成としては、若年層が多く、東京との結びつきが非常に強い。川口元郷駅が中心部にあるため、この地域は川口元郷と呼称される場合がある。

### 地価
住宅地の地価は、2017年（平成29年）1月1日の公示地価によれば元郷5-17-6の地点で18万9000円/m2となっている。

## 歴史
室町期に当地を治めていたのは岩槻方の武将である平柳氏であり、元郷は平柳領十五ケ村（元郷村、弥兵衛新田村、領家村、新井方村、十二月田村、樋爪村、二軒在家村、上新田村、中居村、小淵村、辻村、前田村、川口村、飯塚村、浮間村）の本村であった。
1933年までは南平柳村の役場が所在しており、現在でも南平地区の中心地となっている。区画整理により従前の元郷町・領家町の各一部から成立した。
現在は南平地区と呼ばれているが、南平は南平柳の略であり、平柳とは前述の平柳氏に由来する。
この町は、川口などと並んで鋳物生産が盛んであった土地で、昭和期までは町の大半が工場地帯であった。東京のベッドタウンとしての開発が進むにつれて、工場が減り、マンションなどの住宅が増えていった。また、その当時日本で最も高かった集合住宅のエルザタワー55もここに建てられた。現在では住宅が非常に密集しているため、周辺の道路の混雑が問題となっている。

## 世帯数と人口
2024年（令和6年）3月1日現在の世帯数と人口は以下の通りである。
| 丁目       | 世帯数    | 人口     |
| ---------- | --------- | -------- |
| 元郷一丁目 | 2,990世帯 | 6,393人  |
| 元郷二丁目 | 2,375世帯 | 5,210人  |
| 元郷三丁目 | 862世帯   | 1,738人  |
| 元郷四丁目 | 1,185世帯 | 2,449人  |
| 元郷五丁目 | 1,209世帯 | 2,231人  |
| 元郷六丁目 | 621世帯   | 1,267人  |
| 計         | 9,242世帯 | 19,288人 |

## 小・中学校の学区
市立小・中学校に通う場合、学区（校区）は以下の通りとなる。
| 丁目       | 番地 | 小学校               | 中学校             |
| ---------- | ---- | -------------------- | ------------------ |
| 元郷一丁目 | 全域 | 川口市立元郷南小学校 | 川口市立領家中学校 |
| 元郷二丁目 | 全域 | 川口市立元郷南小学校 | 川口市立領家中学校 |
| 元郷三丁目 | 全域 | 川口市立元郷南小学校 | 川口市立領家中学校 |
| 元郷四丁目 | 全域 | 川口市立元郷南小学校 | 川口市立領家中学校 |
| 元郷五丁目 | 全域 | 川口市立元郷小学校   | 川口市立元郷中学校 |
| 元郷六丁目 | 全域 | 川口市立元郷小学校   | 川口市立元郷中学校 |

## 交通
- 埼玉高速鉄道■川口元郷駅
- 国道122号

## 寺社

元郷氷川神社

- 元郷氷川神社
- 真言宗智山派 随泉寺
- 曹洞宗 正覚寺
- 真宗高田派 選擇寺（川口元郷聖地）

## 公園・緑地
- 芝川公園（1丁目）
- 元郷第五公園（ロケット公園）（1丁目）
- 元郷第七公園（2丁目）
- 水と緑の遊歩道（2丁目）
- 元郷3丁目公園（3丁目）
- 元郷避難広場（4丁目）
- 元郷第三公園（5丁目）
- 元郷第四公園（5丁目）

## 施設

エルザタワー

1丁目
- 川口市立南平保育園
- 川口元郷一郵便局
- 川口元郷駅
- 私立南平保育所

2丁目
- エルザタワー55
- エルザタワー32
- 川口市立元郷南小学校
- 川口元郷郵便局

3丁目
- 川口市立元郷保育所 - 廃止[7]。
- 元郷やすらぎの家

4丁目
- 東京電力パワーグリッド東川口変電所

5丁目
- 私立アケボノ保育園

6丁目
- 川口市立元郷小学校
- 川口市南平文化会館
- 巣鴨信用金庫
- 川口元郷六郵便局